# Асрори, Мирзошохрух
Мирзошохру́х Асрори́ (тадж. Мирзошоҳрух Асрорӣ; Мирзошохрух Асроров) — таджикский государственный служащий, министр культуры Республики Таджикистан (2006-2013 гг.). Почётный работник Республики Таджикистан (2018).

## Биография
Родился 20 августа 1953 года в Захматабадском районе. По национальности таджик.
В 1975 году окончил Таджикский государственный университет по специальности «филолог-востоковед», а в 1991 году окончил Ташкентский институт политических наук и управления по специальности «журналист-политик».
После окончания университета в 1975 году начал трудовую деятельность переводчиком в Афганистане, а в 1980—1986 годах работал секретарем комитета ЛКСМ в воинской части, ответственным сотрудником ЦК ЛКСМ Таджикистана.
В 1986-1997 годах работал главным редактором и директором Радио Таджикистан, главным специалистом Управления делами Совета Министров Республики Таджикистан, председателем Комитета по делам молодежи, консультантом и главой аппарата Министерства культуры Республики Таджикистан.
В 2003-2006 годах был начальником отдела культуры местного исполнительного органа города Душанбе. В 2006-2013 годах был министром культуры Республики Таджикистан.